# Hamwiede
Hamwiede ist ein Stadtteil von Walsrode im Landkreis Heidekreis, Niedersachsen.

## Geografie
Das Dorf liegt nordwestlich des Hauptortes Walsrode an der Lehrde.
Westlich des Ortes verläuft  die Bundesautobahn 27, durch den Ort die Kreisstraße 124.
In Hamwiede gibt es keine Straßenbezeichnungen, sondern nur Hausnummern, nach denen sich Einwohner, Postboten, Lieferanten und Besucher orientieren müssen.

## Geschichte
Der Ort soll im Jahre 1267 gegründet worden sein.
Am 1. März 1974 wurde Hamwiede in die Stadt Walsrode eingegliedert.

## Politik
Ortsvorsteher ist Frank Helmke.

## Kultur und Sehenswürdigkeiten
siehe Liste der Baudenkmale in Walsrode (Außenbezirke)#Hamwiede